# Theo Verlangen
Theo Verlangen (Den Haag, 9 juni 1941) is een voormalig Nederlands voetballer en voetbalcoach.
Verlangen speelde voor ADO Den Haag en Holland Sport. Hij begon als assistent-trainer bij Feyenoord. Toen Theo Verlangen in 1977 van Rotterdam naar Groningen kwam als trainer, nam hij onder andere spits Peter Houtman mee van Feyenoord. Een van de hoogtepunten die Theo Verlangen behaalde met FC Groningen was het kampioenschap van de Eerste Divisie en de daaraan gekoppelde promotie in 1980. In 1983 werd hij opgevolgd door Han Berger. In totaal zat Theo Verlangen 236 wedstrijden op de bank als coach van FC Groningen.
Hij woont in Kropswolde.